# Іваньський Бок
Іваньський Бок (хорв. Ivanjski Bok) — населений пункт у Хорватії, у Сисацько-Мославинській жупанії у складі громади Суня.

## Населення
Населення за даними перепису 2011 року становило 35 осіб.
Динаміка чисельності населення поселення:

## Клімат
Середня річна температура становить 11,41 °C, середня максимальна – 25,75 °C, а середня мінімальна – -5,14 °C. Середня річна кількість опадів – 924 мм.
| Клімат поселення                              | Клімат поселення | Клімат поселення | Клімат поселення | Клімат поселення | Клімат поселення | Клімат поселення | Клімат поселення | Клімат поселення | Клімат поселення | Клімат поселення | Клімат поселення | Клімат поселення | Клімат поселення |
| Показник                                      | Січ.             | Лют.             | Бер.             | Квіт.            | Трав.            | Черв.            | Лип.             | Серп.            | Вер.             | Жовт.            | Лист.            | Груд.            |                  |
| Середній максимум, °C                         | 7,29             | 9,07             | 13,42            | 17,87            | 22,58            | 25,75            | 24,65            | 23,87            | 20,23            | 15,26            | 9,87             | 5,82             |                  |
| Середня температура, °C                       | 1,08             | 2,85             | 7,20             | 11,65            | 16,37            | 19,53            | 21,07            | 20,31            | 16,66            | 11,70            | 6,30             | 2,24             |                  |
| Середній мінімум, °C                          | −5,14            | −3,36            | 0,98             | 5,43             | 10,15            | 13,31            | 17,49            | 16,73            | 13,07            | 8,10             | 2,72             | −1,35            |                  |
| Норма опадів, мм                              | 58               | 54               | 64               | 77               | 81               | 92               | 84               | 86               | 81               | 85               | 90               | 72               |                  |
| Середньомісячна швидкість вітру, м/с          | 1.70             | 1.90             | 2.30             | 2.20             | 2.00             | 1.84             | 1.80             | 1.64             | 1.60             | 1.70             | 1.70             | 1.70             |                  |
| Середньомісячна сонячна радіація, кДж/м²·день | 4271             | 7087             | 10886            | 15306            | 19691            | 21964            | 22711            | 19918            | 14685            | 9042             | 4818             | 3553             |                  |
| --------------------------------------------- | ---------------- | ---------------- | ---------------- | ---------------- | ---------------- | ---------------- | ---------------- | ---------------- | ---------------- | ---------------- | ---------------- | ---------------- | ---------------- |
| Джерело:                                      |                  |                  |                  |                  |                  |                  |                  |                  |                  |                  |                  |                  |                  |